# Mike McHugh (jégkorongozó)
Mike McHugh (Bowdoin, Maine, 1965. augusztus 16. –) amerikai profi jégkorongozó.

## Pályafutása
Komolyabb karrierjét a University of Maine-n kezdte 1984–1985-ben és az egyetemi csapatban játszott 1988-ig. Az 1988-as NHL Supplemental Drafton a Minnesota North Stars választotta ki. 1988-ban már egy mérkőzést játszott az American Hockey League-es Maine Marinersban. A következő szezonban már az IHL-es Kalamazoo Wings csapatát erősítette és játszhatott a National Hockey League-ben a North Starsban. 1991-ig a North Stars és a Kalamazoo Wings között ingázott. 1991–1992-ben az AHL-es Springfield Indiansban játszott mikor ismét felkerült az NHL-be a San Jose Sharksba. 1992–1993-ban csak a Springfield Indiansban szerepelt. 1993–1998 között az AHL-es Hershey Bearsben szerezte a pontokat és 1997-ben megnyerték a Calder-kupát. Ekkor ő lett az MVP. 1998-ban vonult vissza.

## Díjai
- Hockey Kelet Első All-Star Csapat: 1988
- Hockey Kelet Az Év Játékosa: 1988
- Calder-kupa: 1997
- Jack A. Butterfield-trófea: 1997